# ميك مولوي
ميك مولوي (بالإنجليزية: Mick Molloy)‏ هو كاتب سيناريو وممثل أسترالي، ولد في 11 يوليو 1966 في كانبرا في أستراليا.

## وصلات خارجية
- ميك مولوي على موقع IMDb (الإنجليزية)
- ميك مولوي على موقع ميوزك برينز (الإنجليزية)
- ميك مولوي على موقع قاعدة بيانات الفيلم (الإنجليزية)